# Gareth Hunt
Gareth Hunt, all'anagrafe Alan Leonard Hunt (Battersea, 7 febbraio 1943 – Redhill, 14 marzo 2007), è stato un attore britannico.
Nipote dell'attrice Martita Hunt, divenne famoso grazie all'interpretazione di Mike Gambit nella serie televisiva Gli infallibili tre (1976-1977).
Morì nel 2007, all'età di 64 anni, per un cancro al pancreas.

## Filmografia parziale

### Cinema
- For the Love of Ada, regia di Ronnie Baxter (1972)
- Il mondo di una cover girl (The World Is Full of Married Men), regia di Robert Young (1979)
- Bloodbath at the House of Death, regia di Ray Cameron (1984)
- It Couldn't Happen Here, regia di Jack Bond (1988)
- L'opera del seduttore (A Chorus of Disapproval), regia di Michael Winner (1989)
- Creature selvagge (Fierce Creatures), regia di Robert Young, Fred Schepisi (1996)

### Televisione
- Doctor Who – serie TV, 4 episodi (1974)
- Su e giù per le scale (Upstairs, Downstairs) – serie TV, 11 episodi (1974-1975)
- Gli infallibili tre (The New Avengers) – serie TV, 26 episodi (1975-1976)
- L'ora del mistero (Hammer House of Mystery and Suspense) – serie TV, episodio 1x11 (1986)
- Doctors – soap opera, 2 puntate (2004-2006)
- New Tricks - Nuove tracce per vecchie volpi (New Tricks) – serie TV, episodio 3x06 (2006)